# Silence-Lotto/Saison 2008
Mannschaft und Erfolge des Teams Silence-Lotto in der Saison 2008.

## Saison 2008

### Erfolge in der ProTour
| Datum         | Rennen                     | Fahrer           |
| ------------- | -------------------------- | ---------------- |
| 1. Mai        | 2. Etappe Tour de Romandie | Robbie McEwen    |
| 16. Juni      | 3. Etappe Tour de Suisse   | Robbie McEwen    |
| 17. Juni      | 4. Etappe Tour de Suisse   | Robbie McEwen    |
| 7. September  | Vattenfall Cyclassics      | Robbie McEwen    |
| 18. September | 5. Etappe Polen-Rundfahrt  | Jürgen Roelandts |

### Erfolge in der Continental Tour
| Datum         | Rennen                                 | Fahrer            |
| ------------- | -------------------------------------- | ----------------- |
| 13. Januar    | Australische Straßenmeisterschaft      | Matthew Lloyd     |
| 18. Februar   | 2. Etappe Ruta del Sol                 | Cadel Evans       |
| 13. März      | 4. Etappe Paris-Nizza                  | Cadel Evans       |
| 27. März      | 3. Etappe Settimana Internazionale     | Cadel Evans       |
| 25.–29. März  | Gesamtwertung Settimana Internazionale | Cadel Evans       |
| 30. Mai       | 3. Etappe Belgien-Rundfahrt            | Greg Van Avermaet |
| 29. Juni      | Belgische Straßen-Radmeisterschaft     | Jürgen Roelandts  |
| 28. Juli      | 3. Etappe Tour de Wallonie             | Greg Van Avermaet |
| 11. August    | 2. Etappe Tour de l’Ain                | Greg Van Avermaet |
| 19. August    | Grote Prijs Stad Zottegem              | Roy Sentjens      |
| 8. September  | 9. Etappe Vuelta a España              | Greg Van Avermaet |
| 13. September | Paris-Brüssel                          | Robbie McEwen     |
| 4. Oktober    | 3. Etappe Circuit Franco-Belge         | Jürgen Roelandts  |

### Abgänge-Zugänge
| Zugänge             | Team 2007              | Abgänge                       | Team 2008                    |
| ------------------- | ---------------------- | ----------------------------- | ---------------------------- |
| Wolodymyr Bileka    | Discovery Channel      | Tom Steels                    | Landbouwkrediet-Tönissteiner |
| Jaroslaw Popowytsch | Discovery Channel      | Nick Ingels                   | Topsport Vlaanderen          |
| Gorik Gardeyn       | Unibet.com             | Preben Van Hecke              | Topsport Vlaanderen          |
| Pieter Jacobs       | Unibet.com             | Fred Rodriguez                | Rock Racing Team             |
| Glenn D’Hollander   | Chocolade Jacques      | Christopher Horner            | Astana                       |
| Maarten Tjallingii  | Skil-Shimano           | Josep Jufré                   | Saunier Duval-Scott          |
| Francis De Greef    | Davitamon-Win for Life | Stefano Zanini                | Karriereende                 |
| Jürgen Roelandts    | Davitamon-Win for Life | Pieter Mertens                | Karriereende                 |
|                     |                        | Bjorn Leukemans               | Dopingsperre                 |
|                     |                        | Wolodymyr Bileka (bis 06.05.) | Kündigung                    |

### Mannschaft
| Name                  | Geburtstag         | Nationalität |
| --------------------- | ------------------ | ------------ |
| Mario Aerts           | 31. Dezember 1974  | Belgien      |
| Christophe Brandt     | 6. Mai 1977        | Belgien      |
| Dario Cioni           | 2. Dezember 1974   | Italien      |
| Dominique Cornu       | 10. Oktober 1985   | Belgien      |
| Glenn D’Hollander     | 28. Dezember 1974  | Belgien      |
| Francis De Greef      | 2. Februar 1985    | Belgien      |
| Dries Devenyns        | 22. Juli 1983      | Belgien      |
| Wim De Vocht          | 29. April 1982     | Belgien      |
| Bart Dockx            | 2. September 1981  | Belgien      |
| Cadel Evans           | 14. Februar 1977   | Australien   |
| Gorik Gardeyn         | 17. März 1980      | Belgien      |
| Nick Gates            | 1. März 1972       | Australien   |
| Leif Hoste            | 17. Juli 1977      | Belgien      |
| Pieter Jacobs         | 6. Juni 1986       | Belgien      |
| Olivier Kaisen        | 30. April 1983     | Belgien      |
| Matthew Lloyd         | 24. Mai 1983       | Australien   |
| Robbie McEwen         | 24. Juni 1972      | Australien   |
| Jaroslaw Popowytsch   | 4. Januar 1980     | Ukraine      |
| Jürgen Roelandts      | 2. Juli 1985       | Belgien      |
| Bert Roesems          | 14. Oktober 1972   | Belgien      |
| Roy Sentjens          | 15. Dezember 1980  | Belgien      |
| Geert Steurs          | 24. September 1981 | Belgien      |
| Maarten Tjallingii    | 5. November 1977   | Niederlande  |
| Greg Van Avermaet     | 17. Mai 1985       | Belgien      |
| Jurgen Van Den Broeck | 1. Februar 1983    | Belgien      |
| Wim van Huffel        | 28. Mai 1979       | Belgien      |
| Johan Vansummeren     | 4. Februar 1981    | Belgien      |
| Wim Vansevenant       | 23. Dezember 1971  | Belgien      |